# Chemistry Development Kit
El Chemistry Development Kit es una biblioteca Java de código abierto para Quimioinformática y Bioinformática. Está disponible para Windows, Unix, y Mac OS. Se distribuye bajo licencia GNU LGPL.

## Historia
El CDK fue creado por Christoph Steinbeck, Egon Willighagen y Dan Gezelter, desarrolladores de  Jmol y JChemPaint en aquella época, para proveer una base común de código, el 27-29 de septiembre de 2000 en la Universidad de Notre Dame. Desde entonces muchas personas han contribuido al proyecto, llevando al programa a altos niveles de funcionalidad, como se muestra a continuación.

## Biblioteca
CDK en sí es una biblioteca, no un programa usable. Pero ha sido integrado en varios entornos para hacer que sus funciones estén disponibles (por ejemplo, R, CDK-Taverna (enlace roto disponible en Internet Archive; véase el historial, la primera versión y la última)., Bioclipse, y Cinfony. Además existe una extensión CDK para KNIME.
In 2008 bits of GPL-licensed code was removed from the library. While those code bits were independent from the main CDK library, and no copylefting was involved, to reduce confusions among users, the ChemoJava project was instantiated.

## Funciones principales

### Quimioinformática
- Edición y generación de diagramas de moléculas 2D (modelado molecular).
- Generación de geometría 3D de moléculas.
- Búsqueda de subestructuras usando estructuras exactas y consultas SMARTS.
- Cálculo de descriptor QSAR.[5] (e.g. Entrez PubMed 16959190)
- Cálculo de impronta binaria (fingerprint).
- Cálculo de campos de fuerza.
- Soporte para muchos formatos de archivos químicos.
- Generación de estructuras.

### Bioinformática
- Detección de sitios activos de proteínas
- Detección de ligandos similares doi 10.1016/j.jmb.2006.09.041
- Identificación de metabolitos

### General
- Adaptador Python
- Adaptador Ruby
- Comunidad de usuarios activa

## CDK News
CDK News es el newsletter del proyecto y contiene artículos de entre 2004 y 2007. Debido a la falta de contribuciones, dejó de actualizarse.